# Cantonul Saint-André-1
Cantonul Saint-André-1 este un canton din arondismentul Saint-Benoît, Réunion, Franța.